# Dansk-svensk gårdshund

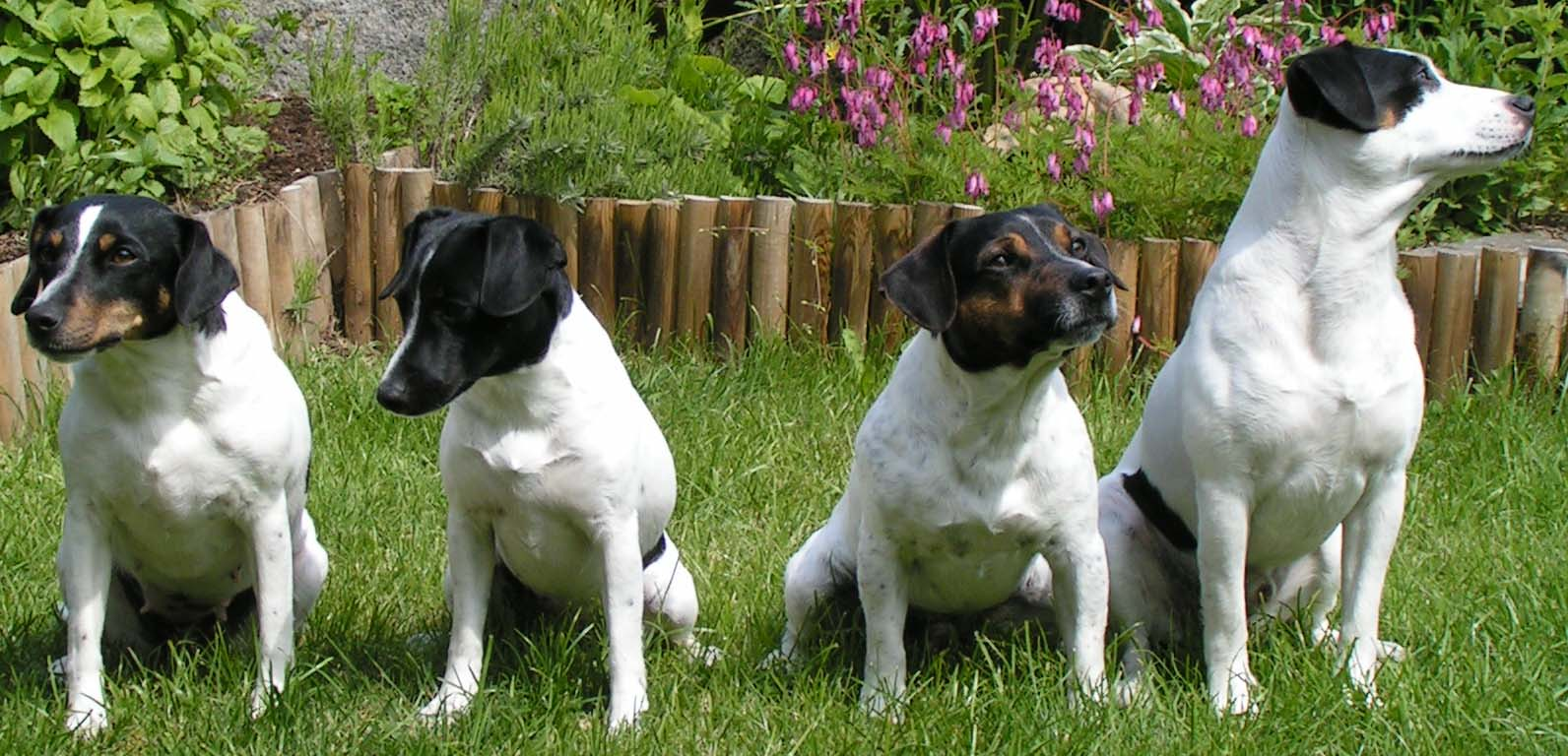
Dansk-svensk gårdshund, två tikar och två hanar

Dansk-svensk gårdshund är en hundras från Danmark och Sydsverige. Den är ung som självständig ras och används som allroundhund. Den har livligt temperament som fungerar väl som såväl vakthund, eftersökshund vid jakt och som sällskapshund. Den är lättlärd och passar därför för aktiviteter som agility, spårning och lydnad.

## Historia
Rasen är en av Sveriges och Danmarks genuina lantraser, omtalad sedan 1800-talet. Dess ursprungliga utbredningsområde var Skåne och Danmark där rasen var vanlig som gårdshund för att hålla efter skadedjur. Den fungerade bland annat som vakthund, sällskapshund och råttjägare. Det är oklart hur gammal rasen är. Vissa hävdar att den har anor ända tillbaka till vikingatiden medan andra anser att den är ett par hundra år gammal.
Intresset för hundrastypen väcktes på 1960-talet. 1986 genomfördes en mönstring i Skåne med 107 hundar, i Danmark gjordes detsamma. Där godkändes omkring 160 individer av 1100 som slöt upp. Därmed kunde man konstatera att det fanns en tillräckligt stor genpool. Bland de hundar som valdes bort var sådana med tydlig inblandning av terrier. Stamboken är fortfarande öppen för rastypiska exemplar efter dispens.
Namnet tilldelades då rasen godkändes av Svenska Kennelklubben (SKK) och Dansk Kennel Klub (DKK) 1987. Innan dess gick den i Sverige under benämningen skånsk terrier, skåneterrier eller råttehund. På grund av rasens ursprungliga utbredningsområde samt på grund av att hundrasen inte ansågs vara någon terrier, tilldelades rasen namnet dansk-svensk gårdshund trots att detta namn inte har använts tidigare. Rasen placerades av SKK i grupp 2. Denna placering, som gjordes utifrån antagandet om rasens släktskap med pinscherraserna, är omstridd. Vissa menar att rasen borde ha placerats i gruppen för terrierraser medan andra menar att gruppen sällskapshundar hade varit lämpligare. Arbete pågick en längre tid för att få dansk-svensk gårdshund erkänd som en ras av Fédération Cynologique Internationale (FCI) och den 5 juli 2008 godkände FCI interimistiskt dansk-svensk gårdshund som ras i rasgrupp 2.

## Egenskaper
Rasen har utvecklad instinkt att larma och den är utpräglat signalkänslig. De flesta individer i rasen har också en nedärvd jaktinstinkt att jaga råttor, möss och sork.  

## Utseende
Storleksskillnaden mellan tikar och hanhundar är påtaglig för dansk-svensk gårdshund. Mankhöjden för hanar är 34–37 cm och för tikar 32–35 cm. Förhållandet mellan mankhöjd och kroppslängd är 9:10. Vikten varierar från 5–7 kg hos små tikar upp till 12–14 kg hos kraftigt byggda hanar. Pälsen är hård, kort och slät. Färgen är vit med en eller flera färgade fläckar. Svansen kan vara naturligt lång eller vara en naturlig stubbsvans. Tidigare var kupering av svansen allmän för rasen. Bröstkorgen är djup och rymlig med mycket välvda revben. Oftast är bröstkorgen inte helt utvecklad förrän efter tre års ålder. Rasen har rosenöron eller framåtvikta öron.